# Sveriges Militära Kamratföreningars Riksförbund
Sveriges Militära Kamratföreningars Riksförbund (SMKR) är en svensk rikstäckande organisation som samlar olika militär kamratföreningar över landet och representerar dem inför Försvarsmakten och civilsamhället. SMKR samlar cirka 80 kamratföreningar med sammanlagt över 35 000 medlemmar. En militär kamratförening är en förening som samlar nu och tidigare tjänstgörande officerare och soldater inom en viss del av Försvarsmakten, ofta ett särskilt militärt förband.